# Candice King

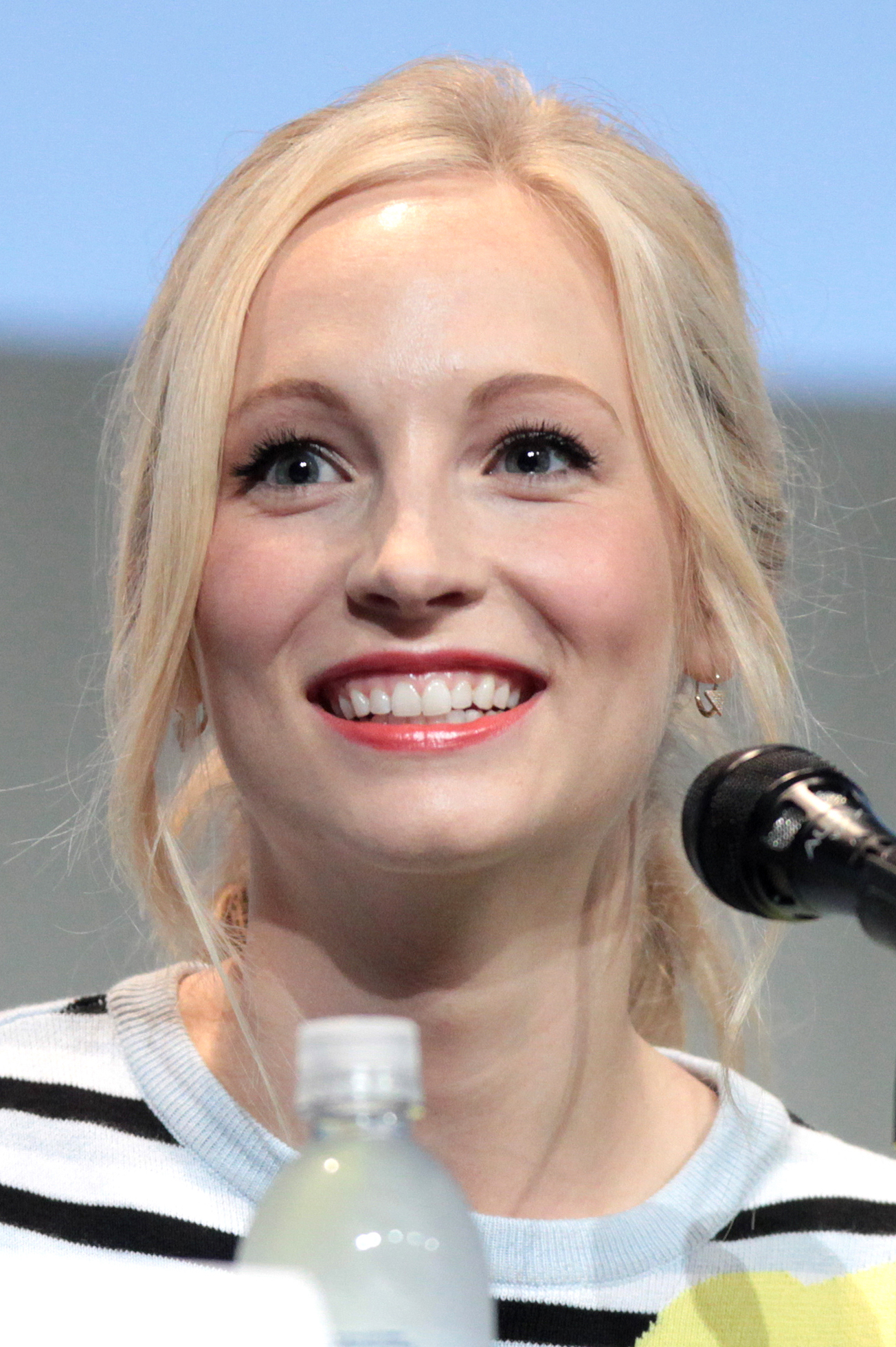
Candice King auf der Comic-Con (2015)

Candice King (* 13. Mai 1987 in Houston, Texas als Candice Rene Accola) ist eine US-amerikanische Schauspielerin.

## Leben
Candice Accola wuchs in Edgewood, südlich von Orlando auf. Ihr Vater Kevin ist ein Herz-Kreislauf- und Thorax-Chirurg und ihre Mutter Carolyn ist Hausfrau und aktives Mitglied der örtlichen republikanischen Partei. Sie hat einen jüngeren Bruder. Sie hatte ihr Filmdebüt im Jahr 2007 mit dem Film Pirate Camp. Bekannt wurde sie durch die Rolle der Caroline Forbes in der Serie Vampire Diaries. 2008 war Accola als Background-Sängerin für die Best-of-Both-Worlds-Tour von Miley Cyrus tätig. Am 26. Dezember 2006 hatte Candice auch ein eigenes Musikalbum It's Always the Innocent Ones veröffentlicht.
Candice Accola hatte bis Mitte 2012 eine Beziehung mit ihrem Vampire Diaries-Kollegen Zach Roerig. Via Twitter/Instagram gab sie am 29. Mai 2013 bekannt, dass sie mit dem The-Fray-Gitarristen Joe King verlobt ist. Am 18. Oktober 2014 heirateten King und Accola in New Orleans. Am 15. Januar 2016 kam ihre gemeinsame Tochter zur Welt.

## Filmografie (Auswahl)
- 2007: Pirate Camp
- 2007: X’s & O’s
- 2007: On The Doll
- 2007: Juno
- 2007: How I Met Your Mother (Fernsehserie, Folge 2x21 Hochzeit mit Harfe)
- 2008: Deadgirl
- 2008: Hannah Montana & Miley Cyrus: Best of Both Worlds Concert
- 2009: Kingshighway
- 2009: Love Hurt
- 2009: Greek (Fernsehserie, Folge 2x20 Bruderliebe)
- 2009: Hannah Montana – Der Film (Hannah Montana: The Movie)
- 2009: Supernatural (Fernsehserie, Folge 4x13 Schulzeit)
- 2009–2017: Vampire Diaries (The Vampire Diaries, Fernsehserie, 150 Folgen)
- 2010: Kingshighway
- 2010: Drop Dead Diva (Fernsehserie, Folge 2x06 Getrübte Wahrnehmung)
- 2011: The Truth About Angels
- 2012: Dating Rules from My Future Self (Fernsehserie, 6 Folgen)
- 2018: The Originals (Fernsehserie, 5 Folgen)
- 2019: The Orville (Fernsehserie, Folge 2x03 Home)
- 2020: After Truth (After We Collided)
- 2021–2022: Legacies (Fernsehserie, 2 Folgen)
- 2021: Christmas in Tune (Fernsehfilm)
- 2022: Suitcase Killer: The Melanie McGuire Story  (Fernsehfilm)
- 2025: Solange wir lügen (Fernsehserie, 8 Folgen)

## Diskografie
- 2006: It’s Always the Innocent Ones
- 2008: It’s Always the Innocent Ones Japanese Edition

## Auszeichnungen
- 2012: Teen Choice Award als Female Scene Stealer für Vampire Diaries
- 2013: Teen Choice Award Nominierung als Female Scene Stealer für Vampire Diaries
- 2014: Teen Choice Award als Female Scene Stealer für Vampire Diaries